# راسیم اوزتکین
راسیم اوزتکین (ترکی استانبولی: Rasim Öztekin؛ زادهٔ ۱۴ ژانویهٔ ۱۹۵۹ – درگذشتهٔ ۸ مارس ۲۰۲۱) هنرپیشه اهل ترکیه بود.
از فیلم‌ها یا برنامه‌های تلویزیونی که وی در آن نقش داشته‌است می‌توان به برای عشق و افتخار، G.O.R.A. و مراقب احمق‌ها باش اشاره کرد.